# アレックス・アントニオ・デ・メロ・サントス
アレックス・アントニオ・デ・メロ・サントス（ALEX Antonio De Melo Santos、1983年4月16日-）は、ブラジル出身の元サッカー選手、サッカー指導者。現役時代のポジションはミッドフィールダーだが、ディフェンダー(左サイドバック)やフォワードもこなす。通称、登録名はアレックス。
同じくサッカー選手のアランは、双子（一卵性双生児）の兄である。

## 来歴
クルゼイロECの所属時代は攻撃的な選手であり、初来日した2002年の川崎フロンターレでもFWで起用されていたが、翌2003年のアビスパ福岡移籍後に、当時監督の松田浩が左サイドバックにコンバート。以降このポジションが定位置になった。2006年は得点力不足のチーム事情により、主に試合途中からフォワードを務めることもあったが、松田浩から川勝良一に監督が交代してからは再び左サイドバックに固定された。
2007年はピエール・リトバルスキー新監督の下、再び攻撃的なポジションでプレー。開幕戦では2ゴールを挙げるなど、好スタートを切り攻撃の中心選手としてのみならず得点源としてもチームに大きく貢献、J2得点ランク2位となる26得点をあげた。しかし、福岡はJ1昇格を逃し、シーズン後の交渉で合意に至らず福岡を退団。柏レイソルへ移籍した。
2009年から、柏と同じ千葉県のクラブであるジェフユナイテッド市原・千葉へ移籍。2シーズンを過ごした。
2011年より、鹿島アントラーズへ完全移籍。2012年は、リーグ5試合及びナビスコ2試合に留まり、6月28日より徳島ヴォルティスへ期限付き移籍。2013年からは同クラブに完全移籍となった。2016年まで徳島でプレーし、2017年1月に契約満了で退団した。
半年間の無所属期間を経て、2017年7月、カマタマーレ讃岐へ加入。
2017年8月5日、第26節の水戸ホーリーホック戦で、史上33人目となるJ2リーグ通算300試合出場を達成した。
2018年11月11日、J2第41節・東京ヴェルディ戦で、史上14人目となるJ2リーグ通算350試合出場を達成。
2019年4月、現役引退と徳島ヴォルティスユースのアシスタントコーチ就任が発表された。
2019年10月24日に開催されたJリーグ理事会において同年開催のJリーグアウォーズでJリーグ功労選手賞の授与が決定した。この年から外国人選手において母国フル代表での実績がない場合でも出場試合数の基準を満たせば受賞の対象となると改定された第1号の受賞選手となった。

## 人物
10年以上にわたって日本で生活しており、日常会話やインタビューはほぼ日本語のみでこなせる。

## 所属クラブ
- 1996年 - 2001年  クルゼイロEC
- 2002年  川崎フロンターレ
- 2003年 - 2007年  アビスパ福岡
- 2008年  柏レイソル
- 2009年 - 2010年  ジェフユナイテッド市原・千葉
- 2011年 - 2012年  鹿島アントラーズ
  - 2012年  徳島ヴォルティス (期限付き移籍)
- 2013年 - 2016年  徳島ヴォルティス
- 2017年 - 2018年  カマタマーレ讃岐

## 個人成績
| 国内大会個人成績 | 国内大会個人成績 | 国内大会個人成績 | 国内大会個人成績 | 国内大会個人成績 | 国内大会個人成績 | 国内大会個人成績 | 国内大会個人成績 | 国内大会個人成績 | 国内大会個人成績 | 国内大会個人成績 | 国内大会個人成績 |
| 年度             | クラブ           | 背番号           | リーグ           | リーグ戦         | リーグ戦         | リーグ杯         | リーグ杯         | オープン杯       | オープン杯       | 期間通算         | 期間通算         |
| 年度             | クラブ           | 背番号           | リーグ           | 出場             | 得点             | 出場             | 得点             | 出場             | 得点             | 出場             | 得点             |
| 日本             | 日本             | 日本             | 日本             | リーグ戦         | リーグ戦         | リーグ杯         | リーグ杯         | 天皇杯           | 天皇杯           | 期間通算         | 期間通算         |
| ---------------- | ---------------- | ---------------- | ---------------- | ---------------- | ---------------- | ---------------- | ---------------- | ---------------- | ---------------- | ---------------- | ---------------- |
| 2002             | 川崎             | 4                | J2               | 20               | 1                | -                | -                | 3                | 2                | 23               | 3                |
| 2003             | 福岡             | 9                | J2               | 40               | 2                | -                | -                | 3                | 0                | 43               | 2                |
| 2004             | 福岡             | 3                | J2               | 36               | 4                | -                | -                | 2                | 1                | 38               | 5                |
| 2005             | 福岡             | 3                | J2               | 35               | 4                | -                | -                | 0                | 0                | 35               | 4                |
| 2006             | 福岡             | 3                | J1               | 30               | 2                | 2                | 1                | 0                | 0                | 32               | 3                |
| 2007             | 福岡             | 3                | J2               | 45               | 26               | -                | -                | 2                | 1                | 47               | 27               |
| 2008             | 柏               | 6                | J1               | 28               | 5                | 4                | 1                | 5                | 0                | 37               | 6                |
| 2009             | 千葉             | 5                | J1               | 22               | 0                | 3                | 0                | 1                | 0                | 26               | 0                |
| 2010             | 千葉             | 3                | J2               | 33               | 7                | -                | -                | 0                | 0                | 33               | 7                |
| 2011             | 鹿島             | 5                | J1               | 30               | 1                | 3                | 0                | 2                | 0                | 35               | 1                |
| 2012             | 鹿島             | 5                | J1               | 5                | 0                | 2                | 0                | -                | -                | 7                | 0                |
| 2012             | 徳島             | 26               | J2               | 14               | 3                | -                | -                | 2                | 1                | 16               | 4                |
| 2013             | 徳島             | 3                | J2               | 32               | 1                | -                | -                | 1                | 0                | 33               | 1                |
| 2014             | 徳島             | 3                | J1               | 27               | 1                | 3                | 0                | 1                | 0                | 31               | 1                |
| 2015             | 徳島             | 3                | J2               | 26               | 1                | -                | -                | 1                | 0                | 27               | 1                |
| 2016             | 徳島             | 3                | J2               | 17               | 1                | -                | -                | 1                | 0                | 18               | 1                |
| 2017             | 讃岐             | 31               | J2               | 18               | 0                | -                | -                | -                | -                | 18               | 0                |
| 2018             | 讃岐             | 31               | J2               | 35               | 0                | -                | -                | 0                | 0                | 35               | 0                |
| 通算             | 日本             | 日本             | J1               | 142              | 9                | 17               | 2                | 9                | 0                | 168              | 11               |
| 通算             | 日本             | 日本             | J2               | 351              | 50               | -                | -                | 15               | 5                | 366              | 55               |
| 総通算           | 総通算           | 総通算           | 総通算           | 493              | 59               | 17               | 2                | 24               | 5                | 534              | 66               |

| 国際大会個人成績 | 国際大会個人成績 | 国際大会個人成績 | 国際大会個人成績 | 国際大会個人成績 |
| 年度             | クラブ           | 背番号           | 出場             | 得点             |
| AFC              | AFC              | AFC              | ACL              | ACL              |
| ---------------- | ---------------- | ---------------- | ---------------- | ---------------- |
| 2011             | 鹿島             | 5                | 5                | 0                |
| 通算             | AFC              | AFC              | 5                | 0                |

その他の公式戦
- 2004年
  - J1・J2入れ替え戦 2試合0得点
- 2006年
  - J1・J2入れ替え戦 2試合0得点
- 2013年
  - J1昇格プレーオフ 2試合0得点

- Jリーグ初出場 - 2002年8月1日 J2 第22節 対アビスパ福岡戦 (等々力陸上競技場)
- Jリーグ初得点 - 2002年8月31日 J2 第28節 対湘南ベルマーレ戦 (等々力陸上競技場)

## 指導歴
- 2019年 -  徳島ヴォルティス
  - 2019年 ユース アシスタントコーチ
  - 2020年 - 2021年 ユース コーチ
  - 2022年 - 2024年 ジュニアユース コーチ
  - 2025年 - トップチーム コーチ